# Верона ван де Льор
Верона ван де Льор (нід. Verona van de Leur; нар. 27 грудня 1985) — нідерландська спортивна гімнастка, срібна призерка чемпіонату світу 2002 року у вільних вправах, п'ятиразова призерка чемпіонату Європи 2002 року, багаторазова абсолютна чемпіонка Нідерландів. З 2011 по 2019 рік — вебкам-модель.

## Біографія
Верона ван де Льор народилася в Гауді (Південна Голландія), почала займатися гімнастикою з п'яти років.

### Спортивна кар'єра
З 2000 року починає виступати на національних змаганнях з гімнастики Голландії. Пік спортивної кар'єри припав на 2002 рік, коли ван де Льор отримала п'ять медалей на Чемпіонаті Європи зі спортивної гімнастики в Патрах і срібну медаль на Чемпіонаті світу 2002 року в Дебрецені. У цьому ж році ван де Льор стала спортсменкою року Голландії; гімнастці пророкували медалі на майбутній Олімпіаді.
В наступному 2003 році ван де Льор опинилася в резерві нідерландської команди. На Чемпіонаті світу 2003 року в Анахаймі команда не потрапила в список кращих дванадцяти, внаслідок чого гімнастка не змогла пробитися на Олімпійські ігри в Афінах. Внаслідок виниклих конфліктів з тренерами Верона перейшла до колишнього тренера збірної СРСР з гімнастики Бориса Орлова. Гімнастка знову виграла першість у національному чемпіонаті в 2007 році, ставши чемпіонкою Нідерландів вчетверте. Але проблеми в сім'ї і конфлікти з Федерацією гімнастики призвели до того, що 19 червня 2008 року ван де Льор заявила про завершення спортивної кар'єри.

### Проблеми з законом
У 2011 році внаслідок проблем з батьками ван де Льор зі своїм бойфрендом виявилася бездомною. На початку травня 2011 року вона була засуджена на 72 дні в'язниці за шантаж.

### Порноіндустрія
В кінці жовтня 2011 року ван де Льор запустила власний сайт еротичної спрямованості. Після восьми років в порноіндустрії Верона ван де Льор восени 2019 оголосила про вихід з порноіндустрії. В майбутньому планує стати письменницею і видати автобіографічну книгу.